# Kustmoa
Kustmoa (Euryapteryx curtus) är en förhistorisk utdöd fågel i familjen mindre moafåglar inom ordningen moafåglar som liksom alla moafåglar tidigare förekom i Nya Zeeland. Den placeras som ensam art i släktet Euryapteryx.

## Utseende och levnadssätt
Kustmoa var en relativt liten moafågel där storleksskillnaden mellan hane och hona var mycket stor. Hanen var en drygt halvmeter hög och vägde 12-20 kg, medan honan var dubbelt så hög och kunde väga så mycket som 109 kg. Från början beskrevs två arter i släktet, E. curtus och E. gravis. Dessa visade sig vara en och samma art, antingen bara olika kön eller två olika underarter.
I släktena Eurapteryx och Emeus hade fåglarna väldigt långa luftstrupar, upp till en meter långa och formade en lång ögla i kroppen. Detta förekommer även bland svanar, tranor och pärlhöns. Det spekuleras att moafåglarna kunde yttra ett djupt läte som bar långt.

### Föda
Fågelns näbb var relativt trubbig och svag, vilket troligen gjorde att den levde av mjukare växtdelar än de övriga arterna i familjen, inklusive frukt och bär. Den kan också ha ätit insekter. 

## Förekomst
Olikt övriga moafåglar förekom den på både Nordön och Sydön, där den påträffades i låglänta områden i torra skogar, kustnära dynfält, gräs- och buskmarker. Subfossila lämningar är allra vanligast i kustnära avlagringar, vilket tyder på att de olika populationerna beblandades relativt nyligen via landbroar via landbro mellan öarna under Pleistocen. Den dog ut någon gång mellan år 1350 och 1450.